# Citroën C3 IV
Ne doit pas être confondu avec Citroën C3 III (Inde et Brésil).
Pour les articles homonymes, voir Citroën C3.
La Citroën C3 IV est une citadine polyvalente typée crossover du constructeur automobile français Citroën présentée en octobre 2023 et commercialisée à partir de mars 2024. Il s'agit de la quatrième génération de la Citroën C3 depuis 2002.

## Présentation
Après une gestation ralentie par des retards de développement, la Citroën C3 de 4e génération est présentée dans sa version électrique, appelée ë-C3, le 17 octobre 2023,. Le constructeur présente également à la presse un exemplaire de la version thermique mais sans donner de détail sur sa motorisation.
Le constructeur annonce la commercialisation de l'ë-C3 avec un prix net de 23 000 € (avant bonus écologique), le même pour tous les pays (France, Allemagne, Belgique, Pays-Bas, Autriche, Portugal et en Pologne) et sans remise.
En février 2024, le constructeur dévoile les caractéristiques des versions essence et hybride de la C3.
Le modèle connait une mise sur le marché plus longue que prévu. En effet, la fiabilisation de la voiture n'est pas du tout réalisée au moment où elle est présentée, et les nombreux arbitrages économiques effectués lors du développement se retournent contre la marque, qui ne peut pas produire en série le véhicule en l'état. En effet, quelques mois après sa présentation, la C3 n'est toujours pas au point d'un point de vue logiciel, ni du moteur électrique Nidec-PSA emotors, et présente des problèmes matériels inhabituels (feux arrière qui fondent),.
Un an après sa présentation, le véhicule n'est toujours pas livrable aux clients, car pas encore fiabilisé. La marque prend durant cette période la décision de réduire son équipement (pour des raisons de réduction de coûts). Citroën commence les livraisons fin 2024 mais n'est pas capable de livrer dans les temps toutes les ë-C3 vendues dans le cadre du programme de subvention (leasing social) mis en place par le gouvernement français, et doit donc prendre à sa charge les coûts de cette ristourne, soit un total de 14 millions d'euros environ.

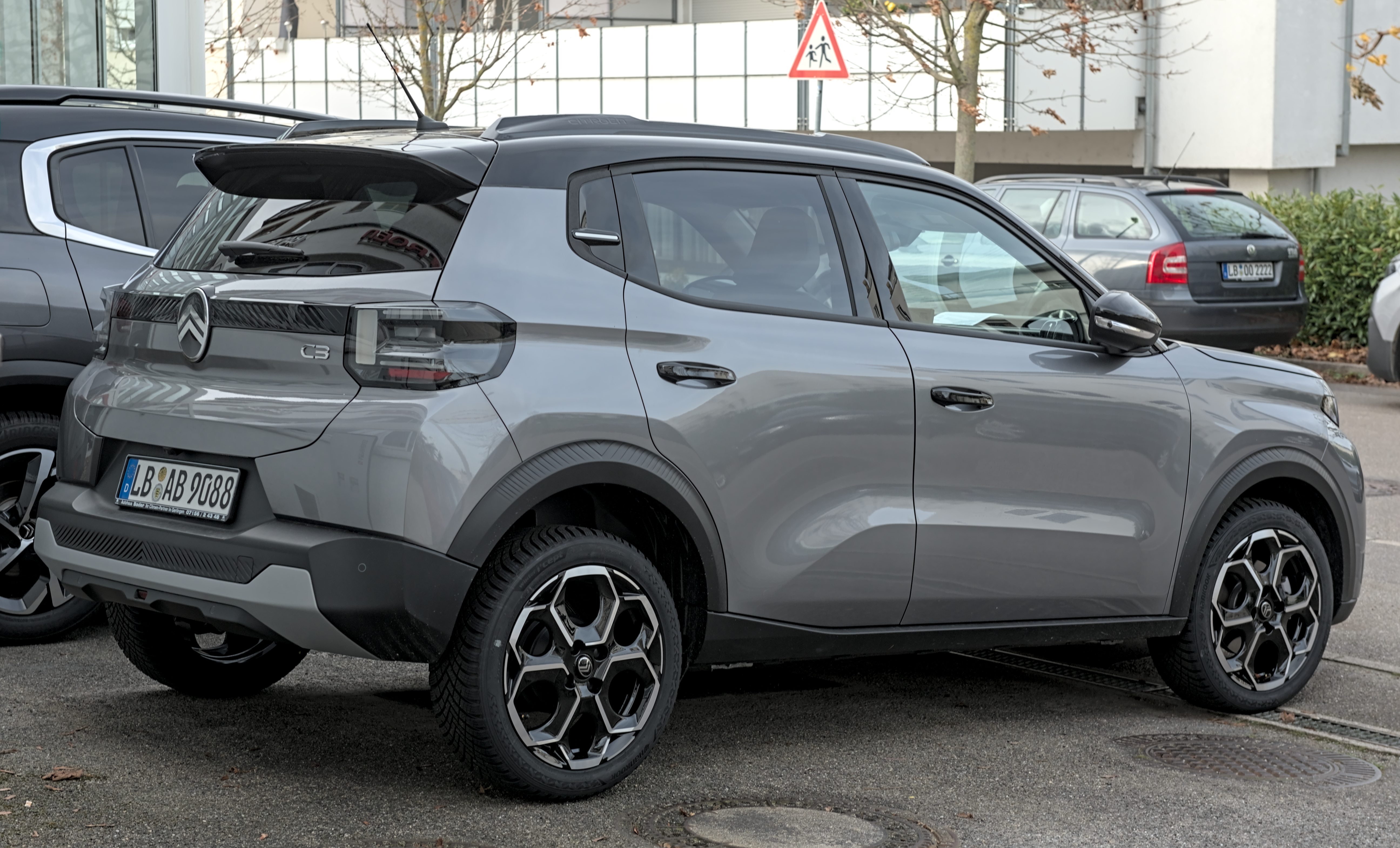
3/4 arrière.
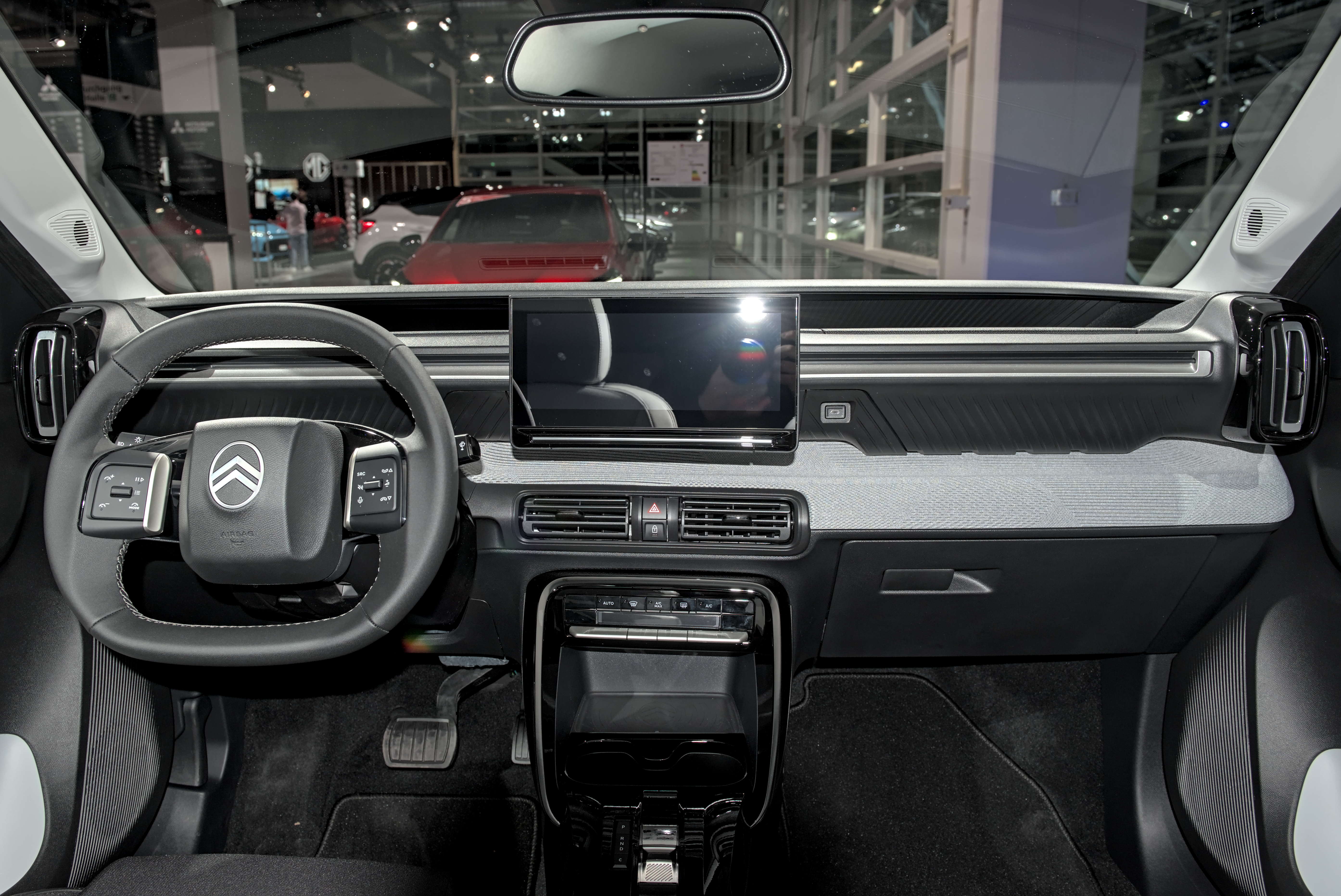
Intérieur.

## Caractéristiques techniques
La Citroën C3 IV est la première voiture du groupe Stellantis commercialisée en Europe à utiliser la  plateforme technique modulaire Smart Car, dérivée de la plateforme CMP. Smart Car en est une adaptation multi-énergies, initialement développée par le sous-traitant indien Tata Consultancy pour divers modèles du groupe destinés aux marchés émergents, dont les Citroën C3 et Citroën C3 Aircross commercialisés en Inde et en Amérique latine,,.
La Citroën C3 IV est dérivée de la Citroën C3 produite en Inde et au Brésil. Destinée principalement à l'Europe, elle est développée par des ingénieurs européens, brésiliens et indiens, et apporte d'importantes améliorations notamment stylistiques et techniques. Les objectifs de ces modifications sont de se de se conformer à la législation et de s'approcher des standards de prestations et qualité européens. Elle hérite toutefois de nombreux éléments de cette version comme la cellule centrale du véhicule ou le hayon.
La C3 européenne inaugure le nouveau langage design de Citroën, qui avait été révélé sur le concept car Oli.
Elle bénéficie d'une garde au sol plus importante que les citadines traditionnelles avec 16,5 cm pour l'ë-C3 et 19,5 cm pour les versions thermiques, et d'une hauteur particulièrement haute de 1,57m, l'assimilant plutôt à la catégorie des crossovers urbains .
Fiat présente en juin 2024 la Grande Panda, qui est un clone technique de la C3. Les deux véhicules partagent leur plate-forme et de nombreux composants, mais le design général est revu pour les différencier visuellement.

### Motorisations
Électrique
| Logo de Citroën                           | Citroën C3                   | Citroën C3 |
| Logo de Citroën                           | ë-C3                         |            |
| ----------------------------------------- | ---------------------------- | ---------- |
| Moteur                                    | Synchrone à aimant permanent |            |
| Puissance moteur (kW)                     | 83                           |            |
| Puissance maximale (ch)                   | 113                          |            |
| Couple maximal (N m)                      |                              |            |
| Vitesse maximale (km/h)                   | 135                          |            |
| 0-100 km/h (s)                            | 11                           |            |
| Transmission                              | Traction                     |            |
| Masse à vide (kg)                         |                              |            |
| Batterie                                  |                              |            |
| Type                                      | Lithium-fer-phosphate (LFP)  |            |
| Capacité brute (kWh)                      | 44                           |            |
| Poids (kg)                                |                              |            |
| Autonomie mixte (km)                      | 320                          |            |
| Consommation (kWh/100 km)                 |                              |            |
| Temps de recharge                         |                              |            |
| sur une borne 7,4 kW (AC)                 | 4 heures 10                  |            |
| sur une borne 11 kW (AC)                  | 2 heures 30                  |            |
| sur une borne rapide 100 kW (DC)          | 26 minutes (20 à 80%)        |            |
| Puissance de recharge                     |                              |            |
| en courant alternatif monophasé (AC) (kW) | 7,4                          |            |
| en courant alternatif triphasé (AC) (kW)  | 11                           |            |
| en courant continu (DC) (kW)              | 100                          |            |

Thermique

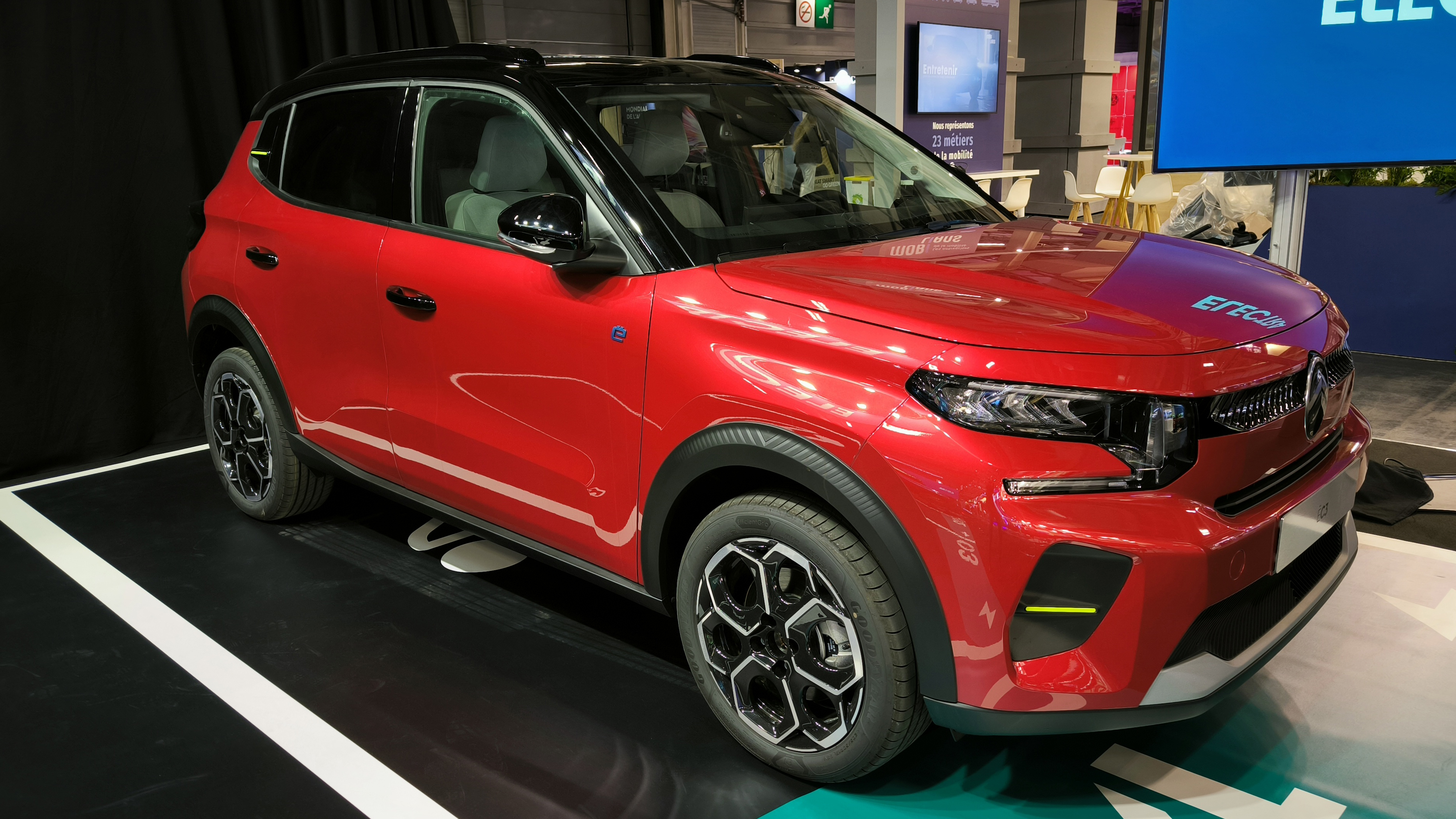
Citroën ë-C3

La C3 hérite du nouveau moteur 3-cylindres 1.2 Turbo équipé d'une chaîne et non plus d'une courroie de distribution comme les précédents blocs 1.2 PureTech.
| Logo de Citroën                                   | Citroën C3                                | Citroën C3                                                  |
| Logo de Citroën                                   | 1.2 Turbo S&S                             | 1.2 Turbo Hybrid                                            |
| ------------------------------------------------- | ----------------------------------------- | ----------------------------------------------------------- |
| Moteur                                            | 3-cylindres essence (type EB) 12 soupapes | 3-cylindres essence + micro-hybridation 48V (type EB) 21 kW |
| Alimentation                                      | Turbocompressé                            | Turbocompressé                                              |
| Cylindrée (cm3)                                   | 1 199                                     | 1 199                                                       |
| Puissance maximale ch (kW)                        | 100 (74)                                  | 100 (74)                                                    |
| au régime de : (tr/min)                           |                                           |                                                             |
| Couple maximal (N m)                              | 205                                       | 205                                                         |
| au régime de : (tr/min)                           | 1750                                      | 1750                                                        |
| Boîte de vitesses                                 | Manuelle 6 rapports (BMV6)                | Automatique 6 rapports (e-DCS6)                             |
| Transmission                                      | Traction                                  | Traction                                                    |
| Vitesse maximale (km/h)                           | 183                                       |                                                             |
| 0-100 km/h (s)                                    | 10,6                                      |                                                             |
| Consommation (L/100 km) urbain/extra-urbain/mixte |                                           | 5,3                                                         |
| Émissions de CO2 (g/km)                           | 127                                       | 121                                                         |
| Capacité du réservoir (L)                         |                                           |                                                             |
| Masse à vide (kg)                                 |                                           |                                                             |
| Norme environnementale                            | Euro 6d                                   | Euro 6d                                                     |
| Batterie                                          | -                                         | lithium-ion                                                 |
| Capacité brute                                    | -                                         |                                                             |
| Capacité net                                      | -                                         |                                                             |

### Batterie
L'ë-C3 est dotée d'une batterie LFP (Lithium Fer Phosphate) d'une capacité de 44 kWh lui autorisant une autonomie de 320 km.

## Finitions
- You[21]
- Plus[5]
- Max

## Concept car

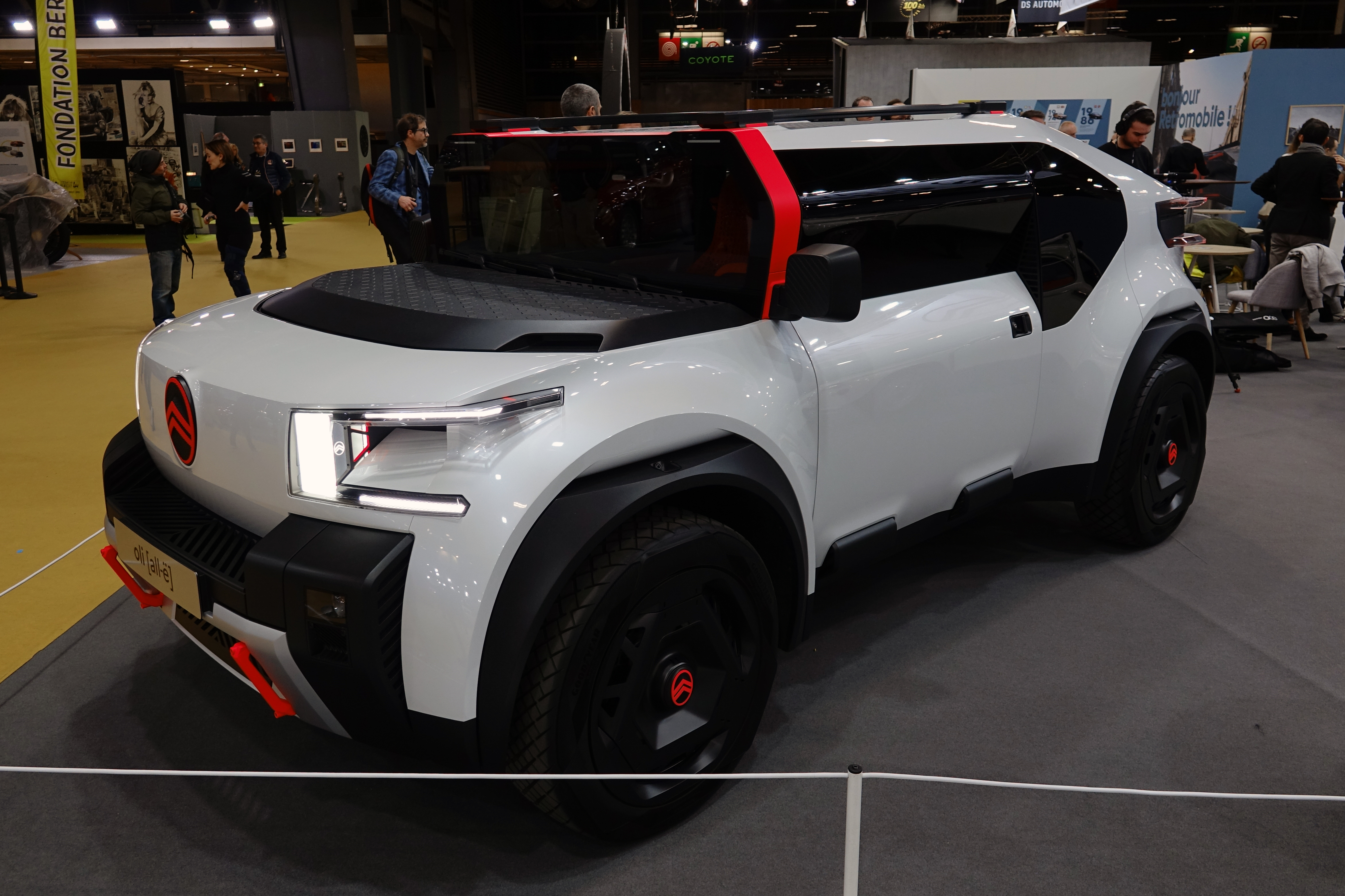
Citroën Oli

La Citroën C3 de quatrième génération est préfigurée par le concept car Citroën Oli (prononcé « all-e » en anglais, signifiant tout électrique) présenté en octobre 2022,.